# تاريخ علاقات الاتحاد الأوروبي - مع المملكة المتحدة
كانت المملكة المتحدة جارًا مهمًا للاتحاد الأوروبي منذ تأسيسه، وأصبحت لاحقًا عضوًا رئيسيًا فيه حتى انسحابها في عام 2020.

## جذور الاتحاد الأوروبي والانضمام البريطاني (1957-1973)
لم تكن المملكة المتحدة من الدول الموقعة على المعاهدات الثلاثة الأصلية التي أسست لفكرة الاتحاد الأوروبي، وأهمها معاهدة روما عام 1957 التي أُنشئت على أثرها المجموعة الاقتصادية الأوروبية، بدأت بريطانيا محادثات الانضمام إلى المجموعة الاقتصادية الأوروبية لأول مرة في يوليو 1961، ولكن الرئيس الفرنسي شارل ديغول رفض طلبات المملكة المتحدة للانضمام للمجموعة الاقتصادية الأوروبية في عامي 1963 و1967، وقال: إنَّ عددًا كبيرًا من خصائص الاقتصاد البريطاني لا تتفق مع أوروبا، وإنَّ بريطانيا تكنُّ عداءً كبيرًا لأي مشروع أوروبي.
تقدمت المملكة المتحدة بطلب ثالث للانضمام فور ترك ديغول لسدة الرئاسة الفرنسية عام 1969، ونجحت في الانضمام للمجموعة الأوروبية هذه المرة، وبحلول أواخر الستينيات فاقت صادرات بريطانيا إلى أوروبا الغربية صادراتها إلى دول الإمبراطورية البريطانية، وكانت الاستثمارات البريطانية في المجموعة الاقتصادية الأوروبية أسرع من تلك المخصصة لدول الكومنولث. أصبحت الشركات الصناعية البريطانية الكبرى من أبرز داعمي الوحدة الأوروبية، وشدد اتحاد الصناعات البريطانية على أهمية الوحدة الأوروبية في مجال الاستثمار والتعاون والسياسة الصناعية المنسقة، بخلاف اتحاد الصناعات البريطانية السابق الذي رفض إنشاء اتحاد جمركي أوروبي بعد الحرب العالمية الثانية. كانت الحكومة ورجال الأعمال في فرنسا يعتقدون أن الشركات الأمريكية التي تهيمن على قطاعات التكنولوجيا المتقدمة هي الأفضل في تنظيم شبكات الإنتاج المتكاملة في أوروبا مقارنةً بالشركات الأوروبية و‌البريطانية، ولكن كبار موظفي الخدمة المدنية الفرنسية ونقابات العمال الرئيسية في البلاد كان لهم رأي مختلف، ودعموا انضمام بريطانيا إلى المجموعة الاقتصادية الأوروبية.
نوقشت مسألة السيادة البريطانية في ذلك الوقت في وثيقة رسمية لوزارة الخارجية وشؤون الكومنولث، وأدرجت هذه الوثيقة ضمن مجالات السياسة التي ستتأثر فيها الحرية البرلمانية للتشريع بعد دخول الاتحاد الأوروبي: الرسوم الجمركية والزراعة وحرية الحركة العمالية والخدمات والنقل والضمان الاجتماعي للعمال المهاجرين، وخلصت الوثيقة إلى أنه من المستحسن وضع اعتبارات النفوذ والسلطة فوق اعتبارات السيادة الرسمية.
وقع رئيس الوزراء البريطاني إدوارد هيث زعيم حزب المحافظين على معاهدة انضمام بريطانيا إلى الاتحاد الأوروبي في يناير 1972، وسنَّ البرلمان البريطاني قانون الاتحاد الأوروبي في 17 أكتوبر عام 1972، وأصبحت المملكة المتحدة بذلك عضوًا كاملًا في الاتحاد الأوروبي اعتبارًا من 1 يناير 1973.

## استفتاء عام 1975
أقامت المملكة المتحدة أول استفتاء وطني عام حول بقاء المملكة المتحدة في الاتحاد الأوروبي في عام 1975، وكان حزب العمال الحاكم بقيادة هارولد ويلسون قد خاض الانتخابات العامة في أكتوبر 1974 مع التزام بإعادة التفاوض حول شروط عضوية بريطانيا في الاتحاد الأوروبي، ثم إجراء استفتاء شعبي حول بقائها فيه وفقًا للشروط الجديدة. أيَّدت جميع الأحزاب السياسية الرئيسية والصحافة استمرار عضوية بريطانيا في الاتحاد الأوروبي. رغم ذلك، كانت هناك انقسامات كبيرة داخل حزب العمال الحاكم، وعارض سبعة من وزراء الحكومة التي تتألف من 23 وزيرًا البقاء في الاتحاد الأوروبي.
أجري استفتاء شعبي في 5 يونيو 1975، وطلب من الناخبين التصويت بنعم أو لا على السؤال التالي: هل تعتقد أن المملكة المتحدة يجب أن تبقى في الاتحاد الأوروبي (السوق الأوروبية المشتركة). وافقت كل المقاطعات الإدارية في المملكة المتحدة على البقاء ضمن الاتحاد الأوروبي، باستثناء جزر شيتلاند، وكانت نتيجة التصويت النهائي 67.2% لصالح البقاء، وشارك في الاستفتاء 65% من الشعب البريطاني.

## من الاستفتاء إلى معاهدة ماستريخت (1975-1992)
انسحبت المملكة المتحدة من نظام النقد الأوروبي الذي أسس حديثًا في عام 1979 والذي كان مقدمة لإنشاء عملة اليورو. قام حزب العمال المعارض بحملة انتخابية عام 1983 التزم فيها بالانسحاب من الاتحاد الأوروبي دون استفتاء، ولكنه هزم هزيمة ساحقة أمام حزب المحافظين بقيادة مارغريت تاتشر، وفي عام 1985 صادقت المملكة المتحدة على القانون الأوروبي الموحد الذي كان أول مراجعة رئيسية لمعاهدة روما دون استفتاء بدعم كامل من حكومة تاتشر.

## معاهدة ماستريخت
استقالت مارغريت تاتشر من رئاسة الوزراء في نوفمبر 1990، وسط انقسامات داخلية في حزب المحافظين. اضطرت المملكة المتحدة للانسحاب من الاتفاقية الأوروبية في سبتمبر 1992 بعد تعرض الجنيه الإسترليني لضغوط من المضاربين في ما بات يعرف بالأربعاء الأسود والذي أدى لخسائر تزيد عن 3 مليارات دولار.
أصبحت السوق الأوروبية المشتركة بموجب معاهدة ماستريخت «الاتحاد الأوروبي» في 1 نوفمبر 1993. عكس الاسم الجديد تطور المنظمة من مجرد اتحاد اقتصادي إلى اتحاد سياسي كامل. شُكل تكتل حزبي جديد عرف بحزب الاستفتاء في عام 1994 على يد السير جيمس غولد سميث لخوض الانتخابات العامة في عام 1997 مع وعود بإجراء استفتاء عام على عضوية المملكة المتحدة في الاتحاد الأوروبي، لكن هذا التكتل فشل في الانتخابات البرلمانية فشلًا ذريعًا.

## الجدل حول المحكمة الأوروبية لحقوق الإنسان في عام 2013
صيغت الاتفاقية الأوروبية لحقوق الإنسان في عام 1950 بدعم كبير من بريطانيا، وأنشئت المحكمة الخاصة بها في عام 1953. تلتزم مؤسسات الاتحاد الأوروبي بموجب المادة السادسة من معاهدة نيس باحترام حقوق الإنسان بموجب بنود الاتفاقية. تعرضت المحكمة لانتقادات واسعة في بريطانيا خاصة داخل حزب المحافظين بسبب الحكم لصالح السجناء البريطانيين بحق التصويت. حتى أن وزيرة الداخلية البريطانية آنذاك تيريزا ماي دعت المملكة المتحدة للانسحاب من المحكمة الأوروبية لحقوق الإنسان.
لا تعتبر المحكمة الأوروبية جزءًا رسميًا من الاتحاد الأوروبي، ولا ترتبط بمحكمة العدل التابعة للاتحاد الأوروبي، صيغت الاتفاقية الأوروبية لحقوق الإنسان من قبل المجلس الأوروبي الذي كانت المملكة المتحدة عضوًا مؤسسًا له في عام 1949. وكانت المملكة المتحدة من الدول الموقعة على الاتفاقية قبل 21 عامًا من انضمامها الفعلي إلى الاتحاد الأوروبي في عام 1951، ومع ذلك لا تتمتع المحكمة الأوروبية لحقوق الإنسان -وهي المحكمة التي تأسست بموجب الاتفاقية الأوروبية لحقوق الإنسان- بسيادة دستورية على مختلف الهيئات القضائية في الدول الأوروبية.

## الانقسام الأوروبي (1993-2016)
عرَّف البروفيسور جون كورتيس من جامعة ستراثكلايد مفهوم الانقسام الأوروبي في أبريل 2016 على أنه الرغبة في قطع أو تقليل صلاحيات الاتحاد الأوروبي، وعلى كل حال يجب عدم الخلط بين الانتماء الأوروبي والرغبة في مغادرة الاتحاد الأوروبي، حيث أظهر استطلاع رأي في عام 2015 أن 60% من البريطانيين أيدوا خيار الاستمرار كعضو في الاتحاد الأوروبي، واختار 30% منهم الانسحاب من الاتحاد.

## استطلاعات الرأي (1993-2003)
تباينت الآراء الشعبية حول العضوية البريطانية في الاتحاد الأوروبي منذ عام 1977، ففي استفتاء حول العضوية البريطانية في السوق الأوروبية المشتركة في عام 1975 فضَّل ثلثا الناخبين البريطانيين البقاء ضمن المنظمة الأوروبية. حدث أعلى رفض على الإطلاق للعضوية في عام 1980 وهي السنة الأولى من ولاية رئيسة الوزراء مارغريت تاتشر، حيث عارض 65% من البريطانيين البقاء في الاتحاد الأوروبي ووافق 26% على البقاء.
تفاوضت حكومة تاتشر حول تخفيض مدفوعات العضوية البريطانية في عام 1984، وهو الأمر الذي دعم مؤيدي البقاء في الاتحاد الأوروبي في استطلاعات الرأي، واستمر هذا التقدم في استطلاعات الرأي حتى عام 2000 عندما حاول رئيس الوزراء البريطاني توني بلير تحقيق تكامل أوثق بين بريطانيا والاتحاد الأوروبي بما في ذلك اعتماد عملة اليورو، وكذلك حدث تراجع ملحوظ في عام 2011 عندما زادت معدلات الهجرة من دول الاتحاد الأوروبي إلى بريطانيا. في أواخر ديسمبر 2015 كانت هناك أغلبية شعبية واضحة تؤيد بقاء بريطانيا في الاتحاد الأوروبي، وإن كان ذلك مع تحذير من أن نوايا الناخبين ستتأثر إلى حد كبير بنتيجة مفاوضات الإصلاح التي يخوضها رئيس الوزراء ديفيد كاميرون خصوصًا فيما يتعلق بقضيتي ضمانات الدول غير الأعضاء في منطقة اليورو والهجرة.